# 디아나 하지예바
디아나 하지예바(아제르바이잔어: Diana Hacıyeva, 영어: Diana Hajiyeva, 1989년 6월 13일 ~ )는 아제르바이잔의 싱어송라이터이며 음악 그룹 디하즈(Dihaj)의 리드 보컬이다. 유로비전 송 콘테스트 2017에서 아제르바이잔 대표로 참가했다.